# Musée MVG
Le musée MVG de la Münchner Verkehrsgesellschaft (Compagnie des Transports de Munich) est un musée des transports en commun destiné à la présentation des transports en commun historiques et modernes à Munich.  

## Description
Environ 25 tramways, autobus et véhicules utilitaires historiques sont exposés sur une superficie de plus de 5 000 mètres carrés. Les tramways sont disposés sur deux voies qui traversent toute la salle. Les "CV" sont également affichés pour chaque véhicule. En outre, le musée présente plus de 150 panneaux d'affichage et autres objets, tels qu'un simulateur de métro dans une voiture originale des années 1980, plusieurs aiguillages de tramway, des peintures historiques, un petit cinéma et une exposition de modélisme ferroviaire. Le musée MVG est situé dans une partie de l'Ausbesserungswerk, site historique protégé, situé Ständlerstraße dans le quartier de Ramersdorf. Il a été ouvert le 28 octobre 2007. Le musée est ouvert au public deux dimanches par mois. 

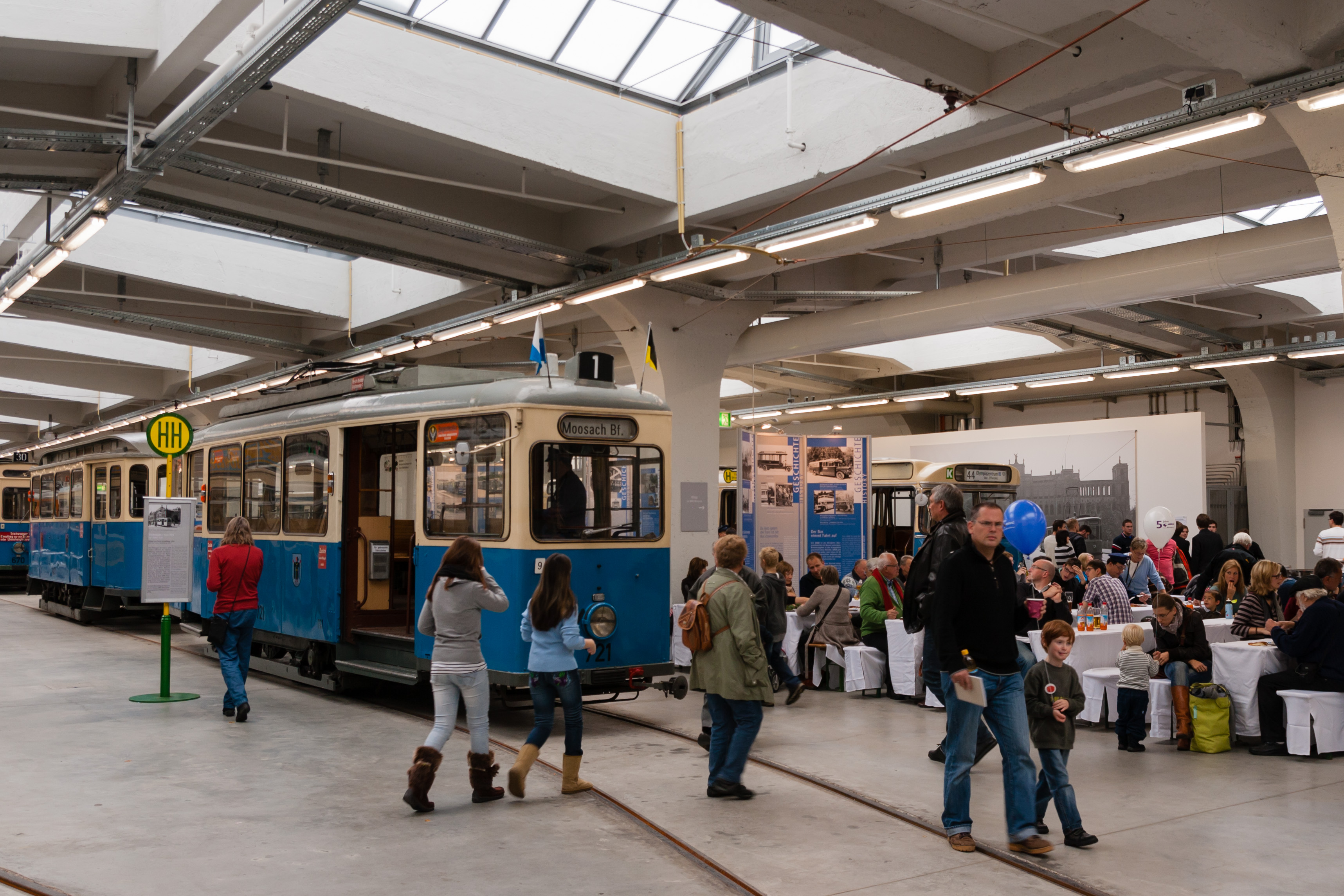
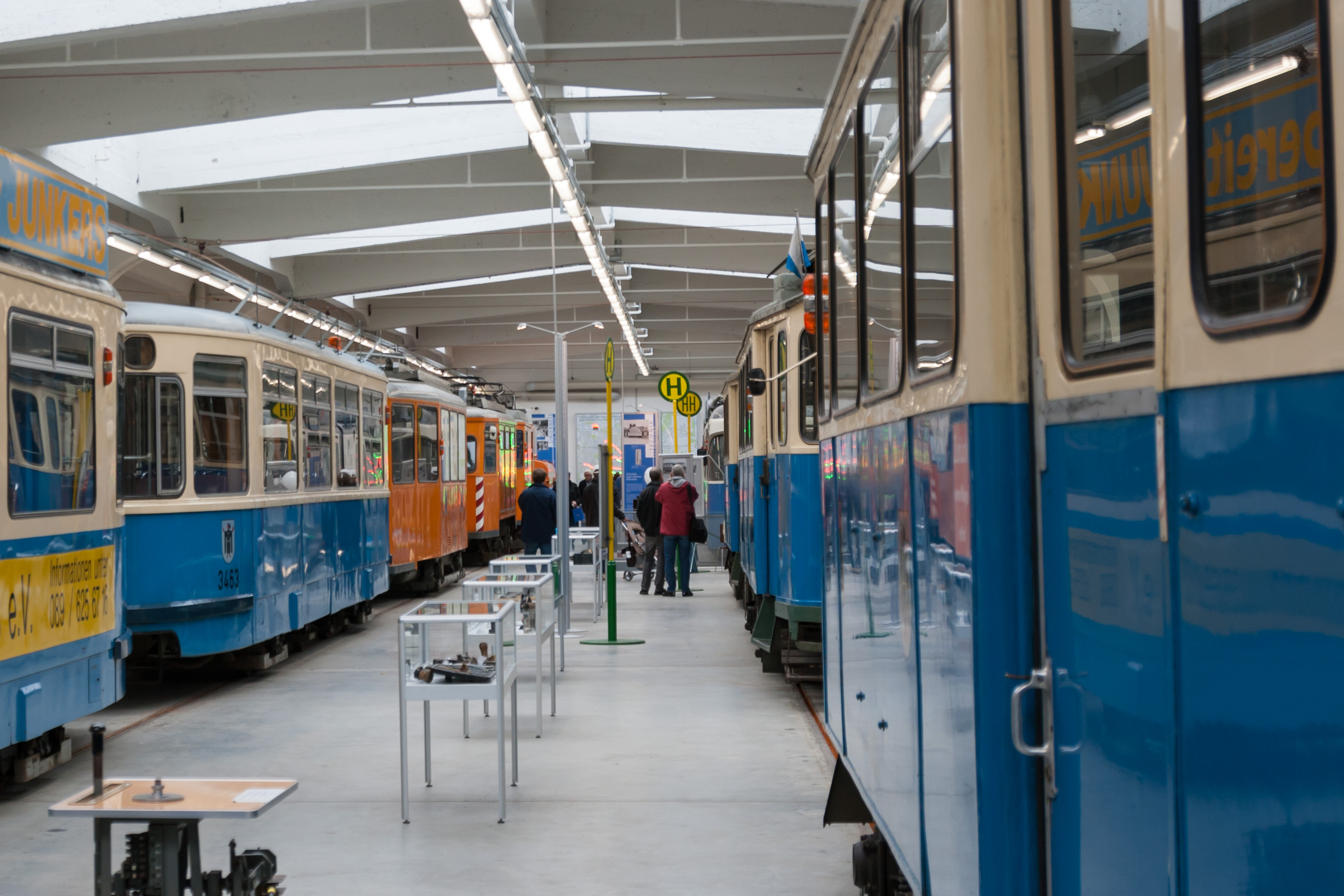
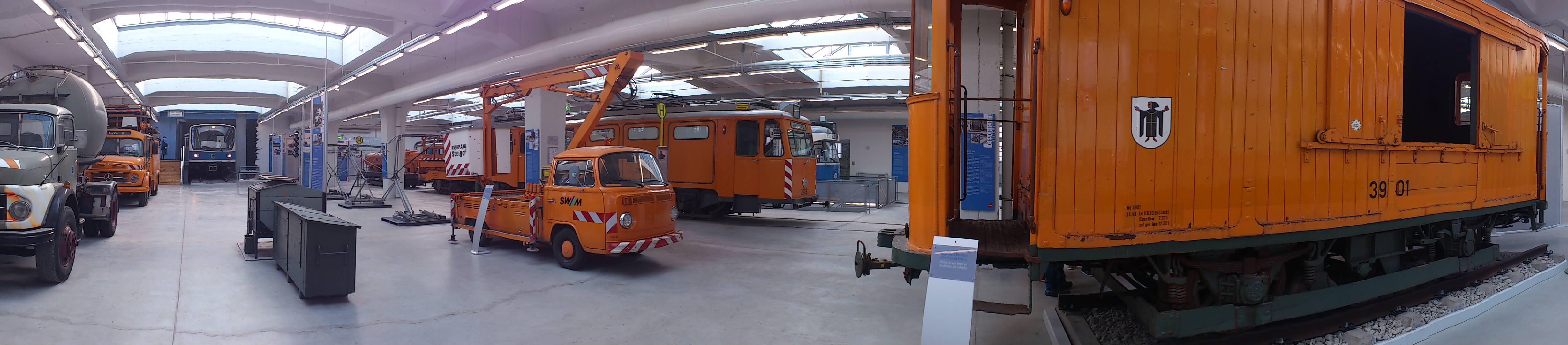
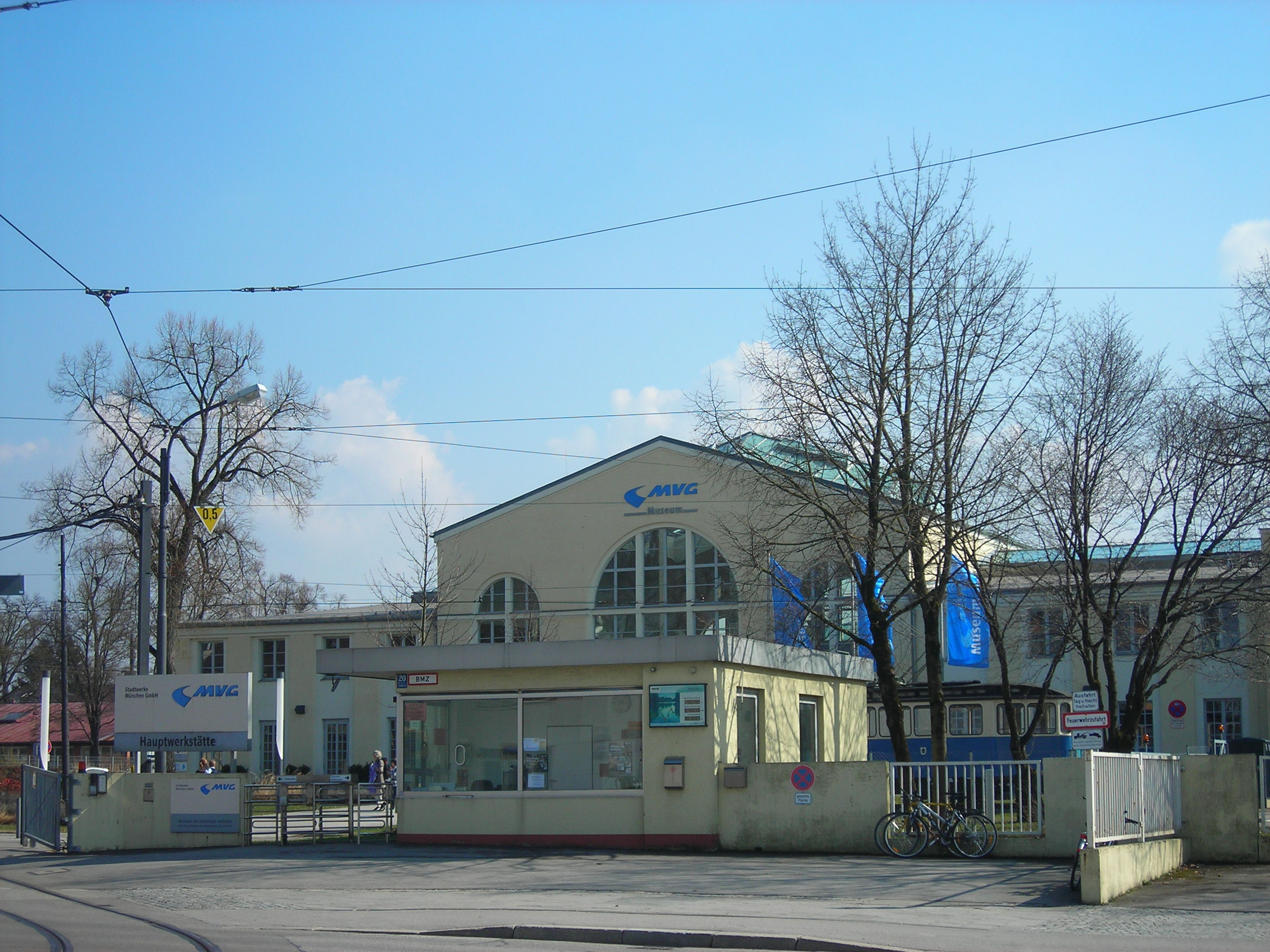
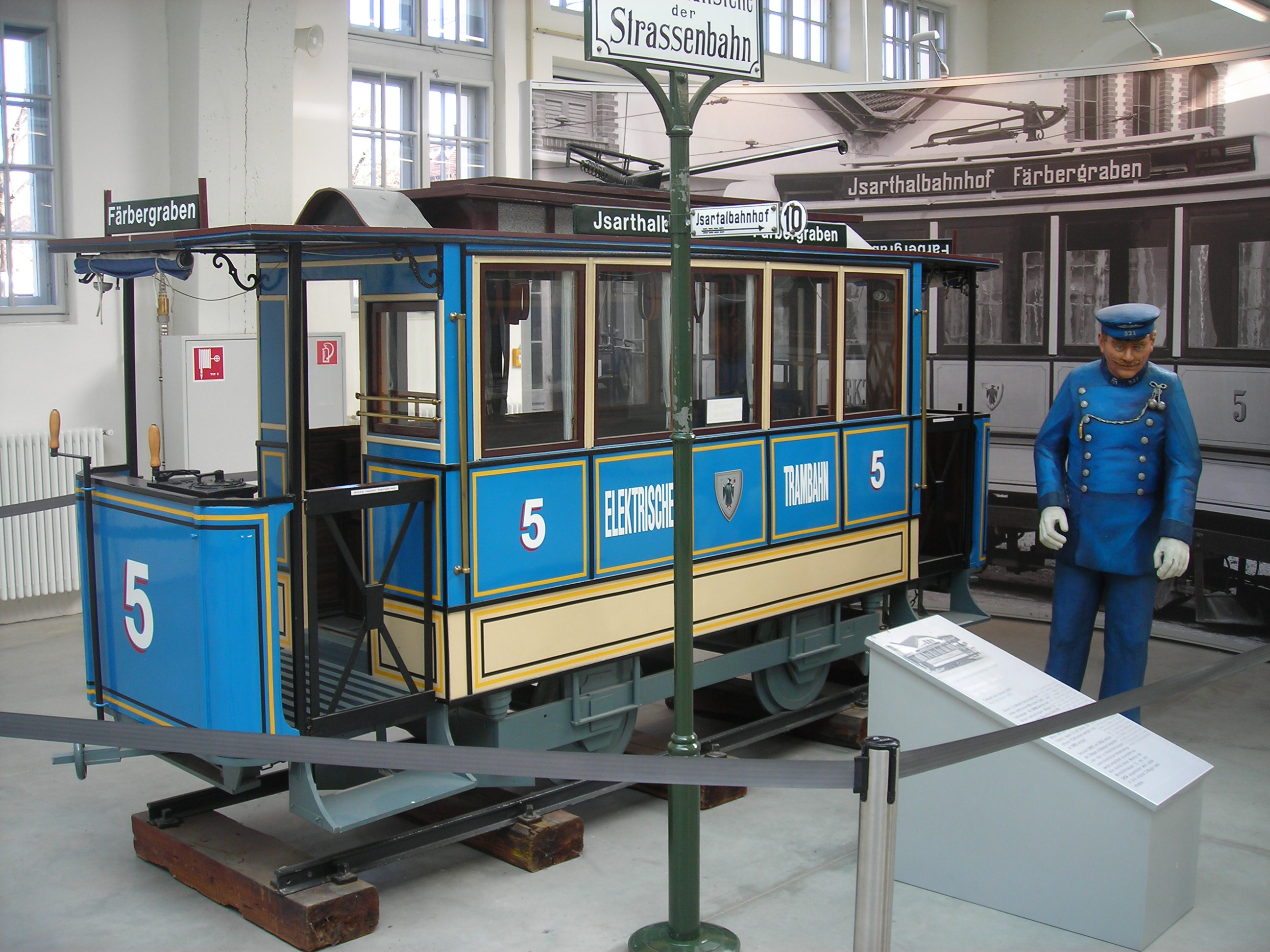

## Événements
Le bâtiment principal et le grand hall du musée servent également de lieu d’événement. En plus de tous les événements bien connus tenus au musée MVG de Munich, Braukunst Live! y est organisé depuis 2012. 